# Pogonarthron semenovianum
Pogonarthron semenovianum är en skalbaggsart som först beskrevs av Nikolaj Nikolajevitj Plavilsjtjikov 1936.
Pogonarthron semenovianum ingår i släktet Pogonarthron och familjen långhorningar. Inga underarter finns listade i Catalogue of Life.